# Vesseaux
Vesseaux är en kommun i departementet Ardèche i regionen Auvergne-Rhône-Alpes i sydöstra Frankrike. Kommunen ligger  i kantonen Vals-les-Bains som ligger i arrondissementet Largentière. År 2022 hade Vesseaux 2 048 invånare.

## Befolkningsutveckling
Antalet invånare i kommunen Vesseaux
Referens: INSEE